# 네이선 리 그레이엄
네이선 리 그레이엄(영어: Nathan Lee Graham, 1968년 9월 9일 ~ )는 미국의 카바레 가수, 배우이다. 《쥬랜더》(2001)와 《쥬랜더 리턴즈》(2016)에 출연하였다.

## 출연 작품

### 영화
- 2016년 쥬랜더 리턴즈 - 토드 역
- 2023년 시어터 캠프 - 클리브 드와이트 역